# David Auerbach
David Auerbach (* 2. September 1599 in Liemehna; † 14. April 1647 in Borna) war ein deutscher lutherischer Theologe.

## Leben
David Auerbach bezog 1616 die Universität Leipzig. Das Studium schloss er 1623 ab und erhielt den Grad eines Baccalaureus Artium. Im folgenden Jahr wurde er Magister artium und 1628 Baccalaureus der Theologie. Die Universität Leipzig stellte ihn 1639 als außerordentlichen Theologieprofessor ein. Im folgenden Jahr promovierte ihn die Universität zum Doktor der Theologie sowie zum Lizentiaten der Theologie. Im gleichen Jahr empfing er in St. Nikolai seine Priesterweihe und wirkte als Pfarrer und Superintendent an der Marienkirche in Borna. 1639/1640 fungierte er zusätzlich als Dekan der Universität. Mit Maria Magdalena Hoerning verheiratete er sich 1641, der Ehe entstammen drei Kinder. Die Professur hielt Auerbach bis zu seinem Tode am 14. April 1647 in Borna im Alter von 47 Jahren inne.

## Werke
- Orthodoxia de votis Christianorum. Schürer, Leipzig 1639. Mit Christian Lange (Digitalisat)
- Programma propheticum de adventu Messiae in carnem, quod Habacuc iussu Dei exaravit, et Judaeis publici proposuit, II, 3. 4. succincta analysi […] illustratum. Ritzsch, Leipzig 1640. (Digitalisat)